# Stelis vernalis
Stelis vernalis är en biart som beskrevs av Mitchell 1962. Stelis vernalis ingår i släktet pansarbin, och familjen buksamlarbin. Inga underarter finns listade i Catalogue of Life.